# Свідвинський повіт

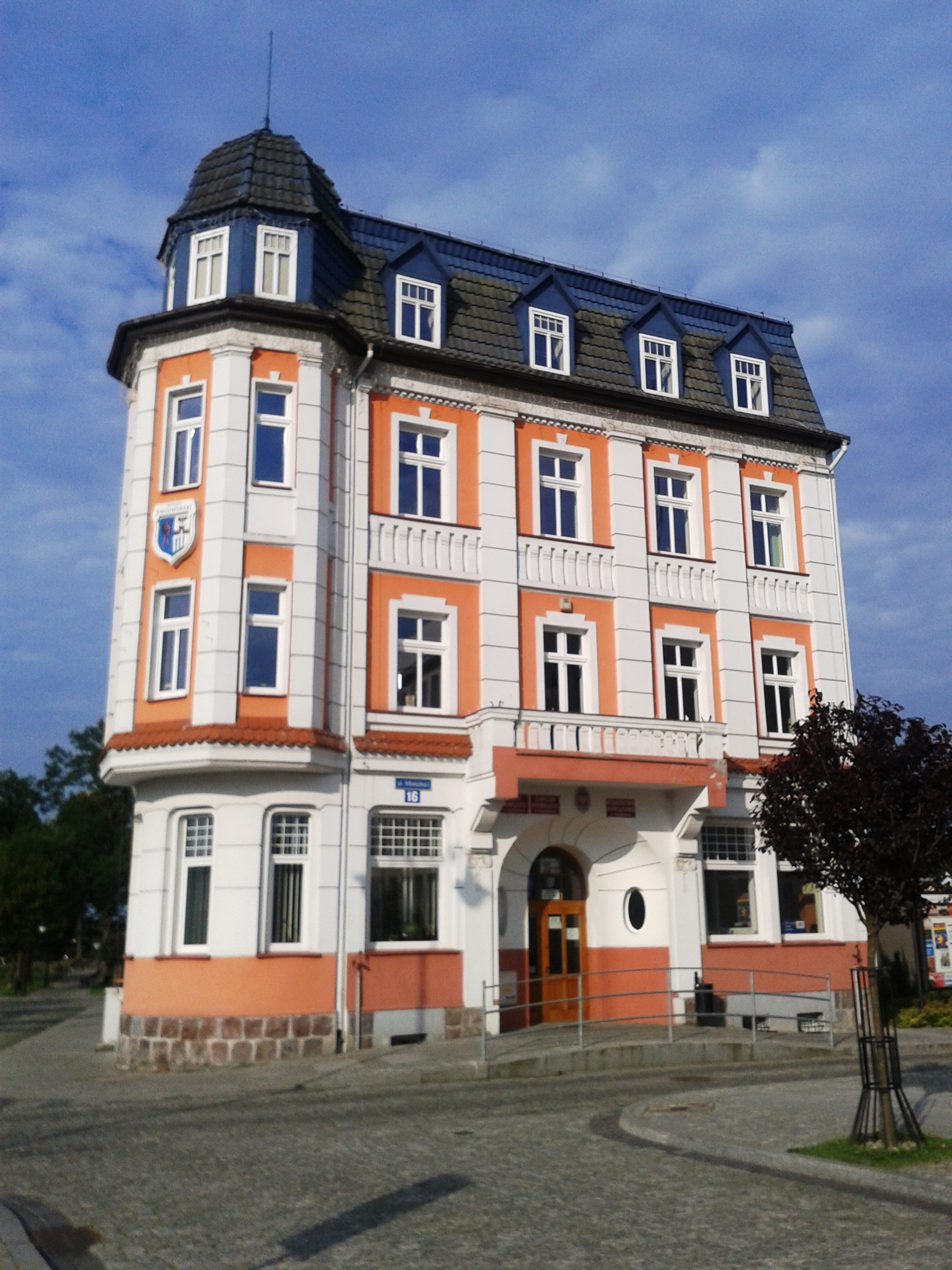
Świdwin - район офіс

Свідвинський повіт (пол. powiat świdwiński) — один з 18 земських повітів Західнопоморського воєводства Польщі.
Утворений 1 січня 1999 року в результаті адміністративної реформи.

## Загальні дані
Повіт знаходиться у центральній частині воєводства.
Адміністративний центр — місто Свідвин.
Станом на 1.01.2008 населення становить 48 555 осіб, площа 1093,02 км².
На терени повіту були депортовані 1306 українців з українських етнічних територій у 1947 році (т. з. акція «Вісла»).

## Демографія
Демографічні дані повіту станом на 30.06.2005:
|       | Всього | Всього | Жінки  | Жінки | Чоловіки | Чоловіки |
| ----- | ------ | ------ | ------ | ----- | -------- | -------- |
|       | осіб   | %      | осіб   | %     | осіб     | %        |
| Повіт | 48 816 | 100    | 24 992 | 50,9  | 24 087   | 49,1     |
| Міста | 24 378 | 100    | 12 822 | 52,6  | 11 556   | 47,4     |
| Села  | 24 701 | 100    | 12 170 | 49,3  | 12 531   | 50,7     |